# Дроме Классик 2025
12-й выпуск  Дроме Классик — шоссейной однодневной велогонки по дорогам французского департамента Дром. Гонка прошла 2 марта 2025 года в рамках ПроСерии UCI 2025 (категория 1.Pro). Победу одержал испанский велогонщик Хуан Аюсо.

## Участники
В гонке приняло участие 23 команды.
| UCI WorldTeams (13)- UAE Team Emirates XRG - Team Visma \| Lease a Bike - Soudal Quick-Step - Lidl-Trek - Groupama-FDJ - Decathlon AG2R La Mondiale Team - EF Education-EasyPost - Movistar Team - Intermarché-Wanty - Team Picnic-PostNL - Cofidis - Arkéa-B&B Hotels - XDS Astana Team UCI ProTeams (6)- Tudor Pro Cycling Team - Lotto - Israel-Premier Tech - Team TotalEnergies - Q36.5 Pro Cycling Team - Unibet Tietema Rockets UCI Continental Teams (4)- Saint Michel-Preference Home-Auber 93 - Van Rysel-Roubaix - CIC U Nantes - Nice Métropole Côte d'Azur |
| |

## Маршрут
Маршрут выпуска 2025 года отличался нервным и избирательным характером. На протяжении 189 километров перепад высот составил 2400 метров, который был направлен сверху вниз. В отличие от гонки предыдущего дня, неровности были представлены в основном в виде коротких подъёмов, включая финишную прямую, расположенную в городе Этуаль-сюр-Рон, откуда гонка также и началась.

## Ход гонки
Во второй день своего гоночного сезона Хуан Аюсо (Juan Ayuso) проявил удивительную решимость и атаковал в одиночку за 40 километров до финиша. Его прорыв подготовил товарищ по команде Исаак дель Торо (Isaac del Toro), который задавал темп в начале пелотона на подъёме Col de la Grande Limite — 4,6-километровом участке с градиентом от 6,1 % до 7,4 %. Маттиас Скельмосе (Mattias Skjelmose) — 24-летний датский гонщик команды Lidl-Trek — стал единственным, кто попытался догнать Хуана Аюсо, превратив финал гонки в захватывающую дуэль. Однако, несмотря на все усилия, Скельмосе не смог догнать Аюсо и финишировал через 23 секунды после него. Спринт из пелотона, состоявшийся через 1 минуту 15 секунд после победителя, выиграл 23-летний британский гонщик команды Visma Lease a Bike Бен Таллет (Ben Tulett).

## Результаты
| \| Генеральная классификация \| Генеральная классификация \| Генеральная классификация \| Генеральная классификация \| Генеральная классификация \| \| Гонщик \| Гонщик \| Команда \| Время \| \| \| ------------------------- \| ------------------------- \| -------------------------- \| ------------------------- \| ------------------------- \| \| 1-й \| Хуан Аюсо \| UAE Team Emirates XRG \| 4ч 31' 48 \| \| \| 2-й \| Маттиас Скельмосе \| Lidl-Trek \| + 23 \| \| \| 3-й \| Бен Талэтт \| Team Visma \\| Lease a Bike \| + 1' 15 \| \| \| 4-й \| Марк Хирши \| Tudor Pro Cycling Team \| + 1' 15 \| \| \| 5-й \| Андреа Баджоли \| Lidl-Trek \| + 1' 15 \| \| \| 6-й \| Дориан Годон \| Decathlon-AG2R La Mondiale \| + 1' 15 \| \| \| 7-й \| Клеман Шампуссен \| XDS Astana Team \| + 1' 15 \| \| \| 8-й \| Куинн Симмонс \| Lidl-Trek \| + 1' 15 \| \| \| 9-й \| Уоррен Баргиль \| Team Picnic-PostNL \| + 1' 15 \| \| \| 10-й \| Лоренцо Фортунато \| XDS Astana Team \| + 1' 15 \| \| |                   |                            |           |
| |                   |                            |           |
| Источник: ProCyclingStats |                   |                            |           |
| Генеральная классификация |                   |                            |           |
| Гонщик | Гонщик            | Команда                    | Время     |
| 1-й | Хуан Аюсо         | UAE Team Emirates XRG      | 4ч 31' 48 |
| 2-й | Маттиас Скельмосе | Lidl-Trek                  | + 23      |
| 3-й | Бен Талэтт        | Team Visma \| Lease a Bike | + 1' 15   |
| 4-й | Марк Хирши        | Tudor Pro Cycling Team     | + 1' 15   |
| 5-й | Андреа Баджоли    | Lidl-Trek                  | + 1' 15   |
| 6-й | Дориан Годон      | Decathlon-AG2R La Mondiale | + 1' 15   |
| 7-й | Клеман Шампуссен  | XDS Astana Team            | + 1' 15   |
| 8-й | Куинн Симмонс     | Lidl-Trek                  | + 1' 15   |
| 9-й | Уоррен Баргиль    | Team Picnic-PostNL         | + 1' 15   |
| 10-й | Лоренцо Фортунато | XDS Astana Team            | + 1' 15   |